# Our Family Wedding
Our Family Wedding (bra: Nossa União, Muita Confusão) é um filme de comédia romântica estrelado por Forest Whitaker e America Ferrera. Foi lançado pela Fox Searchlight Pictures em 12 de março de 2010.

## Elenco
- Forest Whitaker como Bradford Boyd
- America Ferrera como Lucia Ramirez
- Lance Gross como Marcus Boyd
- Carlos Mencia como Miguel Ramirez
- Regina King como Angela
- Shannyn Sossamon como Ashley McPhee
- Diana Maria Riva como Sonia Ramirez
- Anjelah Johnson como Isabel Ramirez
- Charlie Murphy como T.J.
- Harry Shum Jr. como Harry Shum
- Hayley Marie Norman como Sienna
- Fred Armisen como Philip Gusto
- Skylan Brooks como Buddy Boyd
- Taye Diggs como o amigo chicoteado Greg (não creditado)
- Noel G. como Raymond Mata

## Recepção
O filme recebeu em sua maioria, críticas negativas. Atualmente, ele tem uma pontuação de 39, "geralmente desfavorável", no site Metacritic, e uma pontuação de 13% no Rotten Tomatoes. O consenso do site é "Our Family Wedding é um caso planejado e sem graça, que pouco faz com sua premissa promissora e elenco talentoso".